# Jonas Gregaard Wilsly
Jonas Gregaard Wilsly (Municipi de Herlev, 30 de juliol de 1996) és un ciclista danès professional des del 2015 i actualment a l'equip Uno-X Pro Cycling Team.

## Palmarès
- 2014
  -  Campió de Dinamarca júnior en ruta
- 2015
  -  Campió de Dinamarca sub-23 en ruta
- 2016
  - 1r a la Himmerland Rundt
- 2017
  - 1r a la Kreiz Breizh Elites

### Resultats al Giro d'Itàlia
- 2020. 53è de la classificació general

### Resultats al Tour de França
- 2023. 43è de la classificació general